# 郭建群

郭建群

郭建群（1970年6月—2016年10月13日），湖南凤凰人。女，苗族。中华人民共和国政治人物。1991年1月参加工作，1993年6月加入中国共产党。湖南大学硕士研究生班国际贸易学专业毕业，研究生学历，经济学硕士。

## 生平
1991年1月，她在吉首市万溶江乡政府工作，任干部、乡团委书记。1993年5月，任共青团吉首市委副书记、书记。1996年3月，任共青团湘西自治州委副书记。2001年4月，任共青团湘西自治州委书记。2002年10月，任中共古丈县委副书记、县人民政府县长。2005年3月，任共青团湖南省委副书记。2008年12月，任中共湘西自治州委副书记、州委统战部部长。2013年1月，任中共湘西自治州委副书记、州人民政府州长。
2016年10月13日晚，在广州去世。